# كاتيا كميلي
كاتيا كميلي Katia Kameli- (مواليد 1973م) هي فنانة تشكيلية فرنسية جزائرية تعمل بشكل رئيس في مجال الأفلام والفيديو. تركز كاتيا في أعمالها الفنية على موضوع الجزائر بشكل أساسي،
وقد استخدمت كاتيا الفيلم لاستكشاف التاريخ والثقافة والسياسة الجزائرية. وتضمنت المعارض الفردية لكميلي الفيلم المكون من ثلاثة أجزاء Le Roman Algérien والمشروع المتعدد الوسائط Le Cantique des Oiseaux، كما شاركت كميلي في معارض جماعية في كل من: فرنسا، والبرتغال، وبلجيكا، والسنغال، ومالي، وجمهورية الكونغو الديمقراطية. أعمال كاتيا الفنية موجودة في مجموعات متحف سميث كوليدج للفنون، والمتحف الوطني للفن الحديث، والمركز الوطني للفنون البلاستيكية.

## النشأة والتعليم
ولدت كاتيا كميلي عام 1973م في كليرمون فيران، فرنسا، نشأت متنقّلةً بين عائلة والدتها في فرنسا وعائلة والدها في الجزائر. تدربت كفنانة تحت إشراف الرسام الإيطالي مايكل أنجلو بيستوليتو،  وأكملت أول مشروع سينمائي لها كطالبة في عام 1998م. وفي عام 2000م تخرجت من المدرسة الوطنية للفنون الجميلة في بورج، ثم أكملت دراساتها العليا في مجال الوسائط الجديدة في المدرسة العليا للفنون الجميلة في مرسيليا.

## المسيرة الفنية
ركزت كميلي في المقام الأول على موضوع الجزائر في فنها. وفي حين أنها معروفة إلى حد كبير بالعمل مع الأفلام والفيديو، إلا أنها تدمج أيضًا وسائل مثل: النحت، والنسيج، والرسم، والموسيقى، والفن النصي في مشاريعها.
وما بين عامي 2002 و2004م، أنتجت كميلي فيلم "بليدي"، وهو سيناريو ممكن لاستكشاف الحرب الأهلية الجزائرية. وأكملت إقامتها في لندن مع مؤسسة دلفينا في عام 2012م،  وانضمت إلى بعثة تارا المتوسطية عام 2014م بوصفها فنانة مقيمة. تضمنت معارضها الفردية المبكرة أحداثًا في نيويورك (2014م)، ولندن (2016م)، ودوتشي ليه مين (2018م).  في عام 2019م، أقامت كميلي معرضًا فرديًا في ألمانيا، يعرض فيلمها الجديد المكون من ثلاثة أجزاء "الرومانسية الجزائرية" إلى جانب أعمال أخرى. وفي مايو 2020م، تم عرض لوحة "الرومانسية الجزائرية" في متحف كالمار للفنون في السويد. تدور أحداث الفيلم حول كشك عائلي في الجزائر العاصمة يبيع الصور والبطاقات البريدية والعملات المعدنية، ويطرح مناقشات حول الفن ورواية القصص والذاكرة الجماعية قبل تغطية بعض المظاهرات الجزائرية في أوائل عام 2019م ضد الرئيس عبد العزيز بوتفليقة.
وفي عام 2022م، تم اختيار كميلي للحصول على تمويل من برنامج Les Mondes Nouveaux التابع للحكومة الفرنسية لمشروعها Le Cantique des Oiseaux ، والذي استخدمت فيه النحت والموسيقى لتفسير أعمال الشاعر الفارسي فريد الدين عطار. وقد تم عرض تركيبها النهائي في باريس ثم برلين.
كما شاركت كميلي في معارض جماعية في كل من: فرنسا، والبرتغال، وبلجيكا، والسنغال، ومالي، وجمهورية الكونغو الديمقراطية، كما أن أعمالها موجودة في مجموعات متحف سميث كوليدج للفنون، والمتحف الوطني للفن الحديث، والمركز الوطني للفنون البلاستيكية. تم عرض أفلامها في مهرجان روتردام السينمائي الدولي وسينماتيك فرانسيز. وفي عام 2022م، تم ترشيحها لجائزة AWARE، التي تمنحها مؤسسة أرشيف الفنانات والبحوث والمعارض غير الربحية (AWARE) سنويًا للاعتراف بأعمال ومسيرة الفنانات الفرنسيات.

### التحليل النقدي للأعمال
في تحليلها للفنانين الذين يستكشفون "مساحات اجتماعية ثقافية جديدة تولدت من الهجرة"، تدرس الأكاديمية كاثرين برنارد فيلم " الحل" الذي أخرجته كميلي عام 2009م، والذي يسلط الضوء على رحلة المهاجرين باستخدام استعارة القارب الذي يصل إلى الميناء ويرسو فيه. وتشير برنارد إلى أن "نقل الشعور بالتداخل" يشكل جزءًا أساسيًا من عمل كميلي، وهو ينبع من تجارب الفنانة الشخصية في وجود جذور في بلدين مختلفين.